# Krzyżownica (roślina)
Krzyżownica (Polygala L.) – rodzaj roślin należący do rodziny krzyżownicowatych. Obejmuje około 650 gatunków występujących na całym świecie z wyjątkiem Nowej Zelandii. W Polsce w zależności od ujęcia systematycznego rośnie pięć lub cztery gatunki. Niektóre krzyżownice uprawiane są jako ozdobne, wykorzystywane jako lecznicze lub olejodajne.

## Rozmieszczenie geograficzne
Rodzaj jest kosmopolityczny, rozprzestrzeniony jest na wszystkich kontynentach z wyjątkiem Antarktydy. Brak jego przedstawicieli także w Nowej Zelandii, w północnej części Ameryki Północnej (aczkolwiek reprezentowany jest na Grenlandii), na Islandii i północno-wschodniej części Azji.
W Polsce rośnie (wszystkie jako rośliny rodzime), w zależności od ujęcia systematycznego, pięć gatunków lub cztery (w tym ujęciu jeden w dwóch podgatunkach).
Gatunki flory Polski
Pierwsza nazwa naukowa według listy krajowej, druga – obowiązująca według bazy taksonomicznej Plants of the World online (jeśli jest inna)
- krzyżownica czubata Polygala comosa Schkuhr
- krzyżownica gorzka Polygala amara L.
- krzyżownica gorzkawa Polygala amarella Crantz
- krzyżownica ostroskrzydełkowa Polygala oxyptera Rchb. ≡ Polygala vulgaris subsp. oxyptera (Rchb.) Schübl. & G.Martens
- krzyżownica zwyczajna, k. pospolita Polygala vulgaris L.

## Morfologia

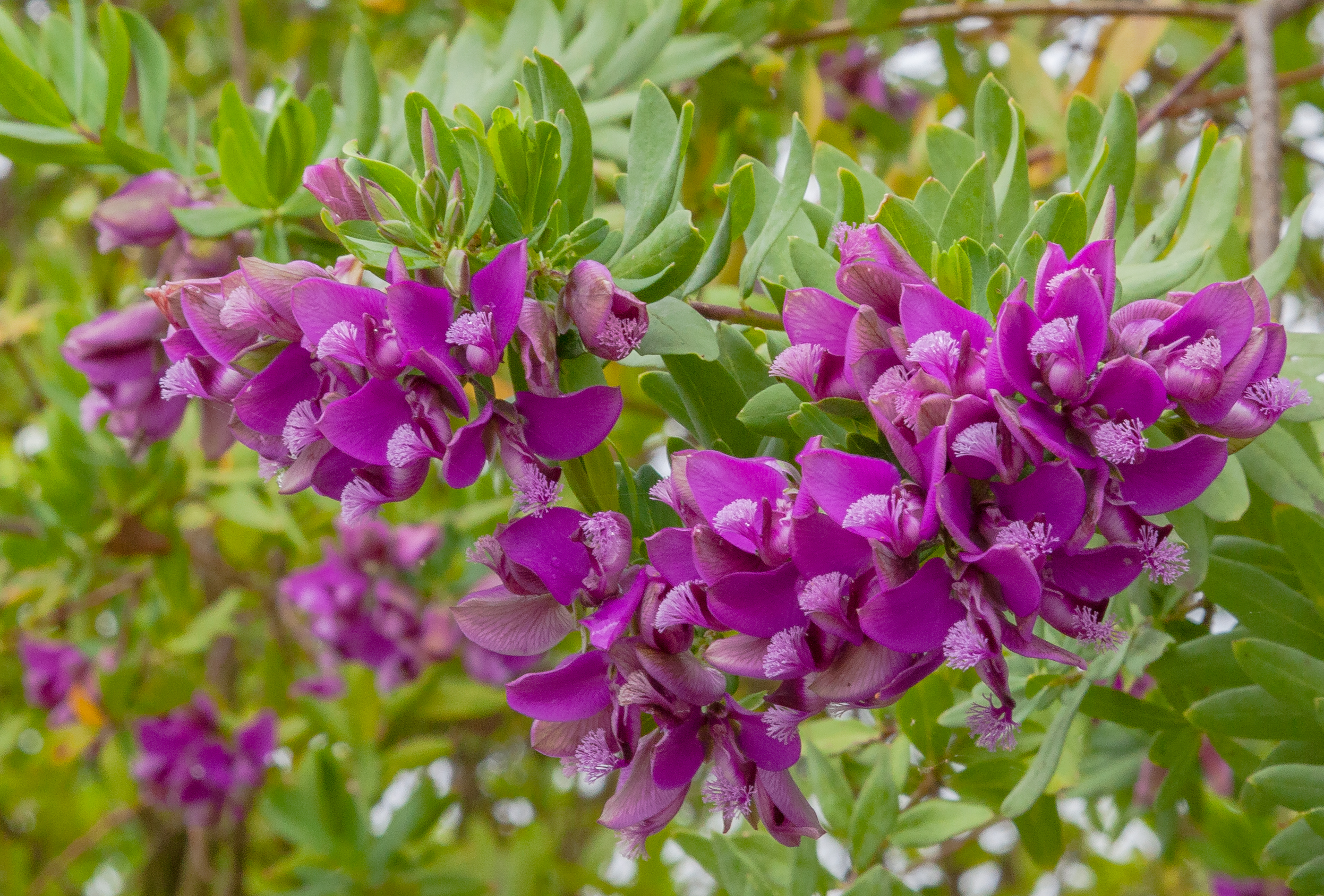
Polygala myrtifolia

PokrójRośliny bardzo zróżnicowane pod względem form wzrostu. W tropikach występują drzewa, w południowej Afryce krzewy, na preriach Ameryki Północnej rodzaj reprezentowany jest przez rośliny jednoroczne, a w Europie przez niewielkie byliny.
LiściePojedyncze, opadające lub zimozielone, zwykle skrętoległe, rzadko naprzeciwległe.
KwiatyZebrane w luźne kłosy na końcach pędów. Działek kielicha jest 5, przy czym 2 są okazałe, a pozostałe drobne. Płatki korony 2, rzadko 5, przy czym górne dwa są zrośnięte, a dolny tworzy łódeczkę, na brzegu często podzieloną na dwa płaty lub frędzlowatą. Pręcików jest zwykle 8, z nitkami połączonymi w rurkę. Zalążnia górna, dwukomorowa, z krótką szyjką.
OwoceSpłaszczone torebki zawierające nasiona z osnówką, u części gatunków zredukowaną do kępy włosków.

## Systematyka
Pozycja systematyczna
Rodzaj z plemienia Polygaleae, rodziny krzyżownicowatych Polygalaceae w rzędzie bobowców Fabales. W niektórych ujęciach systematycznych rodzaj jest dzielony na szereg innych, co skutkuje zmniejszeniem liczby zaliczanych tu gatunków do ok. 200.

## Zastosowanie
Korzenie Polygala arillata w wyniku fermentacji dają napój alkoholowy spożywany w Nepalu. Polygala butyracea jest rośliną włóknodajną. Polygala paniculata stosowana jest jako lecznicza, chroniąca przed skutkami ukąszeń węży (w tym celu rozpowszechniona została z amerykańskich tropików także w Azji i Afryce, gdzie zdziczała). Podobnie wykorzystywana jest krzyżownica wirginijska Polygala senega, z kolei Polygala sibirica służy do leczenia depresji i bezsenności. Polygala tenuifolia jest ważnym zielem wykrztuśnym w tradycyjnej medycynie chińskiej. Jako ozdobne uprawiane są: krzyżownica Dalmasiego Polygala × dalmaisiana, Polygala calcarea,  Polygala chamaebuxus, Polygala myrtifolia,  Polygala virgata.